# A11 (Griekenland)
De A11 is een geplande autosnelweg in Griekenland. De autosnelweg verbindt Schimatari met Chalkis. De snelweg ligt in de periferie Centraal-Griekenland.